# H 43 Lund
Håndboldklubben af år 1943 (H 43)    er en håndboldklub fra den skånske by Lund (der for en kort periode var Danmarks hovedstad, hvor tilnavnet Metropolis Daniae stammer fra ), og en af meget få klubber Østensunds, med et dansk navne som f.eks. B 93, B 1903 eller B1909. Klubben blev grundlagt i 1943 af en skoleklasse og deres idrætslærer. Hjemmekampene spilles i Fers & Froste Sparbank Arena. Klubben har på damesiden indledt en samarbejde med foreningen Lundagård (navngivet efter Lundegård Slot, hvorfra den danske ærkebiskop i Lund var en virkelig kirkefyrste jævnbyrdig med de nordiske konger.) Målet med denne satsning er også at nå den højeste række på damesiden. Dér under navnet H43 Lundagård.
Kaldenavnet er Klokkeblomsterne/Blåklockorna/Bluebells.
Spillerdragten er blå bluser og blå bukser.
H 43 er en af Skånes klubber der har spillet flest sæsoner (34 totalt) i den bedste svenske række Håndboldligaen  og er nr. 10 i ligaens Marathonstanding.
Der er en stor lokal rivalitet med de klaretfarvede (burgunderfarvede) Lugi (Lund universitet gymnastik & idrætsforening), hvor derbyet tiltrækker store skarer, og H 43 er arbejderklassens klub mens Lugi er de statslige akademikeres. Den blå farve har gennem årene været symbolet for arbejderklassen, og burgunderrødt for det akademiske. 